# Java-Pony
Das Java-Pony ist eine vom mongolischen Wildpferd abstammende Ponyrasse, die auf der Insel Java (Indonesien) beheimatet ist.
Hintergrundinformationen zur Pferdebewertung und -zucht finden sich unter: Exterieur, Interieur und Pferdezucht.

## Exterieur
Das Exterieur des Java-Ponys wird bestimmt durch dessen zierlichen Körper. Das durchschnittliche Stockmaß liegt bei ca. 1, 20 m. Im Gegensatz zu dem nur schwach bemuskelten Körper besitzt das Java-Pony einen kurzen kräftigen Hals und einen derben Kopf. Der grade Rücken endet in der oft nur schwach ausgeprägten Kruppe. Häufig sind die Gliedmaßen des Pferdes von Stellungsfehlern betroffen.
Beim Java-Pony sind jegliche Fellfarben und -zeichnungen zu finden.

## Interieur
Die Pferde sind zäh, ausdauernd und leistungswillig.
Das Java-Pony wird in seiner Heimat vor allem in der Landwirtschaft und für den Transport von Passagieren und Gütern in den Städten eingesetzt und hat sich perfekt an das tropische Klima Indonesiens angepasst. Trotz seiner geringen Größe und des leichten Körperbaus ist das Java-Pony ein robustes und ausdauerndes Arbeitstier.

## Zuchtgeschichte
Die Pferde werden privat überall auf der Insel gezüchtet. Daher haben sich auf den verschiedenen Inseln Indonesiens bereits deutliche Rasseunterschiede ausgeprägt. Diese Ponyzucht wird in vielen Fällen vom Staat subventioniert.